# 그 사람이 보고싶다
그 사람이 보고싶다는 2007년 5월 1일부터 2012년 5월 11일까지 방송한 시사교양 프로그램이었다.

## 기획 의도
전국의 실종된 국내 및 국제 입양/이민 어린이 및 성인 사람들의 가족을 찾아준 시사교양 프로그램이었다.

## 방송 시간
| 방송 채널 | 방송 기간                          | 방송 시간                              |
| --------- | ---------------------------------- | -------------------------------------- |
| KBS 1TV   | 2007년 5월 1일 ~ 2008년 11월 11일  | 매주 화요일 오전 10시 55분 ~ 11시 55분 |
| KBS 1TV   | 2008년 11월 21일 ~ 2009년 4월 17일 | 매주 금요일 오전 10시 55분 ~ 11시 55분 |
| KBS 1TV   | 2009년 4월 22일 ~ 2010년 4월 28일  | 매주 수요일 오전 10시 55분 ~ 11시 55분 |
| KBS 1TV   | 2011년 1월 7일 ~ 2012년 5월 11일   | 매주 금요일 오전 11시 ~ 11시 55분      |
| KBS 2TV   | 2010년 5월 13일 ~ 2010년 12월 30일 | 매주 목요일 오전 11시 20분 ~ 12시 20분 |

## 진행자
| 기수 | 진행자       | 진행자       | 진행 기간                          | 비고 |
| 기수 | 남성         | 여성         | 진행 기간                          | 비고 |
| ---- | ------------ | ------------ | ---------------------------------- | ---- |
| 1기  | 이형걸       | 신윤주       | 2007년 5월 1일 ~ 2007년 10월 30일  |      |
| 2기  | 김재홍(31기) | 신윤주       | 2007년 11월 6일 ~ 2008년 2월 12일  |      |
| 3기  | 김재홍(31기) | 김진희(30기) | 2008년 2월 19일 ~ 2008년 11월 11일 |      |
| 4기  | 김재홍(31기) | 박현선(29기) | 2008년 11월 21일 ~ 2009년 3월 13일 |      |
| 5기  | 김재홍(31기) | 정은승       | 2009년 3월 20일 ~ 2009년 4월 17일  |      |
| 6기  | 원석현       | 백정원       | 2009년 4월 22일 ~ 2011년 11월 4일  |      |
| 7기  | 원석현       | 정용실       | 2011년 11월 11일 ~ 2012년 5월 11일 |      |

## 수화통역사
| 기수 | 수화통역사       | 진행 기간                          |
| ---- | ---------------- | ---------------------------------- |
| 1기  | 김종옥 (KBS 1TV) | 2007년 5월 1일 ~ 2010년 4월 28일   |
| 2기  | 정택진 (KBS 2TV) | 2010년 5월 18일 ~ 2010년 12월 30일 |
| 3기  | 김종옥 (KBS 1TV) | 2011년 1월 7일 ~ 2012년 5월 11일   |

## 같이 보기
- TV는 사랑을 싣고
- 꼭 한번 만나고 싶다